# Ориенталско каменарче
Ориенталското каменарче (Oenanthe isabellina) е птица от семейство Мухоловкови. Среща се и в България.

## Физически характеристики
Ориенталското каменарче на дължина досига 16 сантиметра. Възрастните набодобяват на женското сиво каменарче, но на опашката има черна ивица, тялото отдолу е сиво, а долната част на маховите крила е бяла.

## Начин на живот и хранене
Ориенталското каменарче се храни с червеи, ларви, насекоми.